# Oylem Goylem
Oylem Goylem ("Mondo scemo" in lingua yiddish) è uno spettacolo teatrale scritto, diretto e interpretato da Moni Ovadia, rappresentato per la prima volta nel 1993.

## Contenuto
(Moni Ovadia)
L'autore interpreta un anziano ebreo di cultura aschenazita, "Simcha Rabinowicz, venditore d'ombre", che narra storie umoristiche che coinvolgono personaggi del suo popolo, anche nei controversi rapporti con i "gentili", inframmezzate da canti in yiddish (accompagnati da un piccolo ensemble strumentale) e da considerazioni su come la diaspora e la condizione dell'esilio abbiano forgiato l'identità ebraica.
Scene
- Prologo
- Il talento per le finanze
- La dieta del ghetto
- L'esilio
- La lingva mama
- La correttezza commerciale
- Un rabbino su misura
- Milioni di ombre
- L'identità ebraica
- Epilogo

Canzoni
- Ven ich bin a Rothschild ("Se fossi un Rothschild")
- Dire gelt ("I soldi dell'affitto")
- Bulbes ("Patate")
- Finf un tsvantsinger ("Una moneta da venticinque")
- Tanz ("Danza")
- Yoshke Yoshke ("Yoshke Yoshke")
- Zogt der rebbe ("Dice il rabbino")
- El mole rahamin ("Signore della misericordia")
- Dem ganefs yiches ("L'albero genealogico del ladro")
- Avram avinu ("Abramo padre nostro")
- Vilna ("Vilna")

## Opere correlate
Nel 1991, prima che Oylem Goylem iniziasse ad essere rappresentato, l'autore aveva pubblicato con la Fonit Cetra un disco con lo stesso titolo. Molti dei suoi brani sarebbero poi stati eseguiti nel corso dello spettacolo teatrale.
Nel 2009 è stato pubblicato dalla casa editrice Coconino Press il romanzo grafico Oylem Goylem, con disegni di Saverio Montella su testi dello stesso Ovadia.

## Edizioni
- Moni Ovadia, Oylem Goylem : il mondo è scemo, collana I miti poesia, n. 54, Milano, Mondadori, 1998, ISBN 88-04-45248-X.
- Moni Ovadia, Oylem Goylem : il mondo è scemo, collana Stile Libero, con uno scritto di Claudio Magris, edizione con DVD, Torino, Einaudi, 2005, ISBN 88-06-17920-9.